# Dylan O’Brien

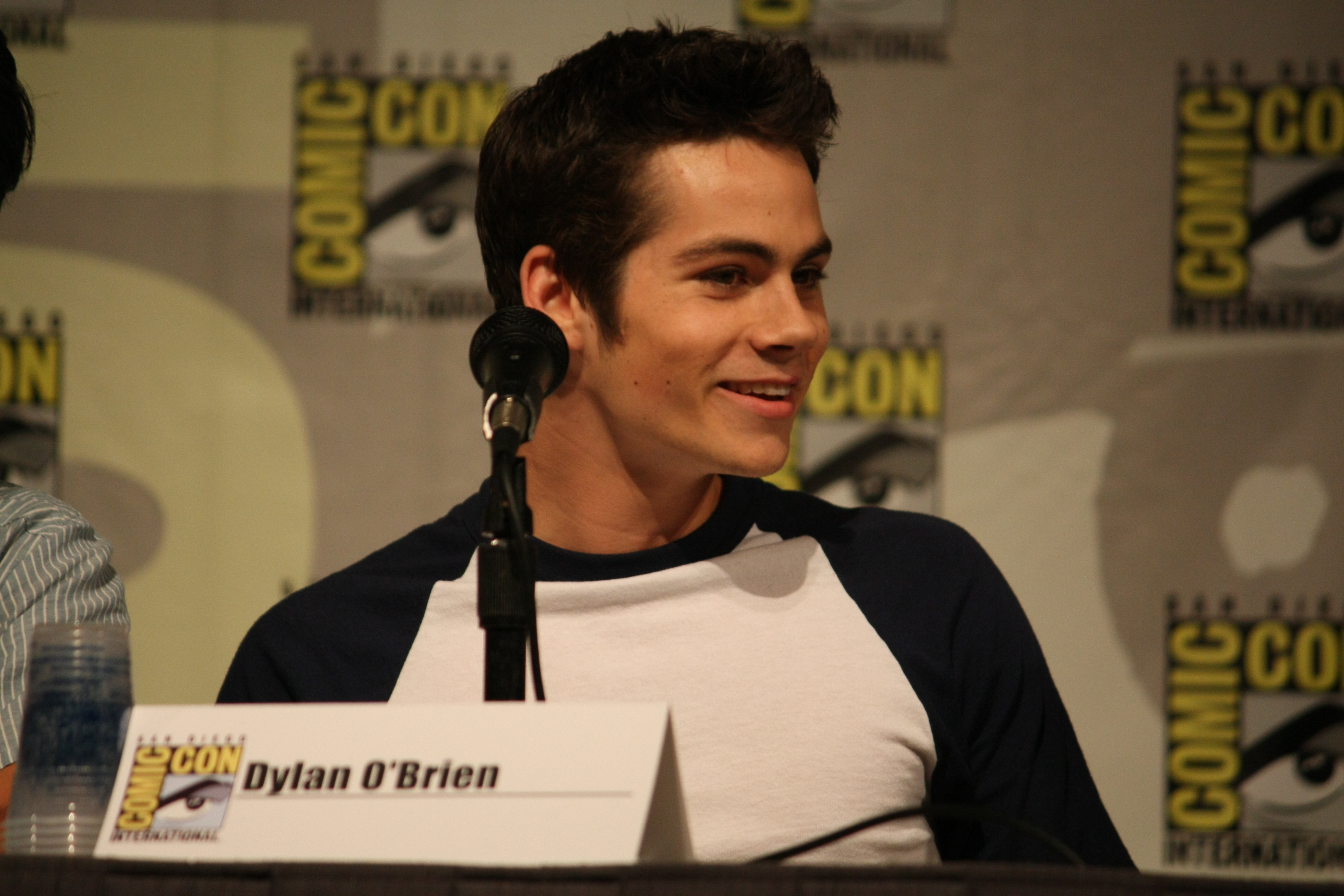
Dylan na panelu Comic Con - Teen Wolf

Dylan Rhodes O’Brien (ur. 26 sierpnia 1991 w Nowym Jorku) – amerykański aktor telewizyjny i filmowy.

## Życiorys

### Wczesne lata
Urodził się w Nowym Jorku. Jego matka, Lisa (z domu Rhodes), była aktorką, a ojciec, Patrick Broderick O’Brien, jest operatorem kamery. Jego matka miała korzenie włoskie, hiszpańskie i angielskie, a ojciec był pochodzenia irlandzkiego. Do dwunastego roku życia wychowywał się w gminie Springfield w stanie New Jersey, następnie przeprowadził się wraz z rodziną do Hermosa Beach w Kalifornii. Po ukończeniu Mira Costa High School w 2009 zajął się realizacją transmisji sportowej, żeby móc pracować dla New York Mets.

### Kariera
W 2011 dostał rolę Mieczysława „Stilesa” Stilinskiego w serialu emitowanym przez MTV Teen Wolf: Nastoletni wilkołak. W 2013 wystąpił w filmie Stażyści u boku Vince’a Vaughna i Owena Wilsona, a w 2014 zagrał główną rolę w blockbusterze Więzień labiryntu.
W marcu 2016 uległ wypadkowi na planie filmu Więzień labiryntu. Lek na śmierć; złamał kość jarzmową, w wyniku czego przeszedł operację rekonstrukcji twarzy. Wystąpił w 15–minutowym wideoklipie Taylor Swift „All Too Well” (2021) z Sadie Sink.

## Życie prywatne
Od 2011 do 2017 spotykał się z aktorką Britt Robertson.

## Filmografia
| Rok       | Tytuł                             | Rola               | Informacja           |
| --------- | --------------------------------- | ------------------ | -------------------- |
| 2011-2017 | Teen Wolf: Nastoletni wilkołak    | „Stiles” Stilinski | główna rola          |
| 2011-2017 | High Road                         | Jimmy              |                      |
| 2012      | The First Time                    | Dave Hodgman       | główna rola          |
| 2013      | Stażyści                          | Stuart             | rola drugoplanowa    |
| 2014      | Więzień labiryntu                 | Thomas             | główna rola          |
| 2015      | Więzień labiryntu: Próby ognia    | Thomas             | główna rola          |
| 2016      | Żywioł: Deepwater Horizon         | Caleb Holloway     | rola drugoplanowa    |
| 2017      | American Assassin                 | Mitch Rapp         | główna rola          |
| 2018      | Więzień labiryntu: Lek na śmierć  | Thomas             | główna rola          |
| 2018      | Bumblebee                         | Bumblebee          | główna rola          |
| 2019      | Weird City                        | Stu                | główna rola          |
| 2020      | The Education of Fredrick Fitzell | Fred               | główna rola          |
| 2020      | Love and Monsters                 | Joel Dawson        | główna rola          |
| 2021      | Infinite                          | Heinrich Treadway  |                      |
| 2021      | All Too Well: The Short Film      | Him                | film krótkometrażowy |

## Nagrody i nominacje
| Rok  | Nagroda                         | Kategoria                                                    | Film                                    | Rezultat  |
| ---- | ------------------------------- | ------------------------------------------------------------ | --------------------------------------- | --------- |
| 2014 | Teen Choice Awards              | Ulubiony czarny charakter telewizyjny                        | Teen Wolf: Nastoletni wilkołak (2011)   | Wygrana   |
| 2015 | Teen Choice Awards              | Ulubiona telewizyjna postać kradnąca sceny                   | Teen Wolf: Nastoletni wilkołak (2011)   | Wygrana   |
| 2015 | Teen Choice Awards              | Ulubiony aktor filmu akcji                                   | Więzień labiryntu (2014)                | Nominacja |
| 2015 | Teen Choice Awards              | Ulubiona chemia filmowa                                      | Więzień labiryntu (2014)                | Nominacja |
| 2015 | MTV Movie Award „Złoty Popcorn” | Przełomowa rola                                              | Więzień labiryntu (2014)                | Wygrana   |
| 2015 | MTV Movie Award „Złoty Popcorn” | Najlepsza scena walki                                        | Więzień labiryntu (2014)                | Wygrana   |
| 2015 | MTV Movie Award „Złoty Popcorn” | Najlepszy bohater                                            | Więzień labiryntu (2014)                | Wygrana   |
| 2015 | MTV Movie Award „Złoty Popcorn” | Najlepiej odegrana scena przerażenia                         | Więzień labiryntu (2014)                | Nominacja |
| 2016 | Teen Choice Awards              | Ulubiony aktor filmu akcji / filmu przygodowego              | Więzień labiryntu: Próby ognia (2015)   | Wygrana   |
| 2016 | Teen Choice Awards              | Ulubiona chemia filmowa                                      | Więzień labiryntu: Próby ognia (2015)   | Wygrana   |
| 2016 | Teen Choice Awards              | Telewizyjny aktor lata                                       | Teen Wolf: Nastoletni wilkołak (2011)   | Wygrana   |
| 2016 | Teen Choice Awards              | Najbardziej wyczekiwany przez nastolatków aktor              | Żywioł: Deepwater Horizon (2016)        | Wygrana   |
| 2017 | Teen Choice Awards              | Ulubiony związek telewizyjny w opinii fanów za serial        | Teen Wolf: Nastoletni Wilkołak (2011)   | Nominacja |
| 2017 | Teen Choice Awards              | Ulubiony aktor w serialu fantasy / science-fiction za serial | Teen Wolf: Nastoletni Wilkołak (2011)   | Wygrana   |
| 2018 | Teen Choice Awards              | Ulubiona chemia filmowa za film                              | Więzień labiryntu: Lek na śmierć (2018) | Nominacja |
| 2018 | Teen Choice Awards              | Ulubiony aktor filmu akcji za film                           | Więzień labiryntu: Lek na śmierć (2018) | Nominacja |